# 吉武博通
吉武 博通（よしたけ ひろみち、1954年 - ）は、日本の経営学者。筑波大学名誉教授、情報・システム研究機構監事、学校法人東京家政学院理事長。筑波大学理事・副学長、お茶の水女子大学監事、東京都公立大学法人理事などを務めた。専門は経営管理論、大学経営論。

## 人物・経歴
1954年大分県に生まれる。大分県立大分舞鶴高等学校を卒業後、九州大学法学部に入学し、1977年の卒業とともに同年新日本製鐵に入社。同社総務部組織室長、ステンレス事業部光製鉄所総務部長などを経て、2003年に筑波大学社会工学系教授に着任する。翌年、筑波大学大学院ビジネス科学研究科教授、学長特別補佐となり、2006年に理事・副学長、2009年に大学研究センター長に就任する。筑波大学退職後は東京都公立大学法人理事や大学改革支援・学位授与機構客員教授を務める。2020年より情報・システム研究機構監事、学校法人東京家政学院理事長を務める。
新日鉄勤務時のほとんどは経営・組織改革を担当し、鉄鋼部門のホワイトカラー4割削減の計画を立てた。筑波大学から会社を通じて、「改革に民間の視点を用いたい」との誘いを受け、迷った末に大学へ転職した。

## 論文
- 『連載　大学経営改革47「グローバル化という現実を大学改革を加速させる推進力にできるか」』カレッジマネジメント   (通巻180号) 62-65   2013年5月
- 『連載　大学経営改革46「教育研究と大学運営のあり方と関連づけて大学図書館のあるべき姿を追求する」』カレッジマネジメント   (通巻179号) 58-61   2013年3月
- 『連載　大学経営改革45「人文・社会科学の教育研究について考える」』カレッジマネジメント   (通巻178号) 46-49   2013年1月
- 『連載　大学経営改革44「長期＆中期計画を活用した実践的改革アプローチ」』カレッジマネジメント   (通巻177号) 58-61   2012年11月
- 『連載　大学経営改革43「確かなアウトカムに繋げる改革実行力をどう示すか」』カレッジマネジメント   (通巻176号) 66-69   2012年9月